# Formatie van Lives
De Formatie van Lives (afkorting: LIV) is een geologische formatie uit het Carboon in de ondergrond van België. De formatie komt voor in de synclinoria van Dinant, Namen, en Verviers, waar de dagzomen wegens de Hercynische plooien meestal in dunne banden door het landschap lopen. Het betreft een opeenvolging van vaalgrijze tot donkere kalksteenbanken, vaak in meer of mindere mate verbreccied of gedolomitiseerd.

## Voorkomen
De Formatie van Lives is genoemd naar het dorp Lives. Het stratotype is een groeve aan de rechteroever van de Maas tussen Namen en Hoei, niet ver van het dorp. De in het noordwesten van Europa gebruikte subetage Liviaan (de middelste onderverdeling van het Viséaan, rond de 338 miljoen jaar oud) is naar hetzelfde dorp genoemd. De ouderdom van de Formatie van Lives komt overeen met het onderste deel van het Liviaan.
Bij Lives is de formatie ongeveer 83 meter dik. De formatie komt overal in het Dinant-Namenbekken uit het Carboon voor. Ze is goed correleerbaar en vergelijkbaar met gesteentelagen van dezelfde ouderdom in de Boulonnais in het noorden van Frankrijk.
De formatie ligt in het Dinant-Namenbekken boven op de Formatie van Neffe (Onder-Viséaan, "Moliniaciaan"). In het oosten, in het Synclinorium van Verviers, ligt onder de Formatie van Lives de Formatie van Moha. Boven op de Formatie van Lives ligt in de synclinoria van Dinant en Namen de Groep van de Hoyoux (Boven-Viséaan). In het Synclinorium van Verviers (omgeving van Luik-Verviers) wordt de Formatie van Lives tot de Groep van Juslenville gerekend. Boven op de Formatie van Lives is in dit gebied meestal de Formatie van Seilles te vinden. Naar het oosten is een geleidelijk aan kleiner deel van de formatie aanwezig. In de omgeving van Aken kan de formatie geheel ontbreken en ligt de Steenkoolgroep direct bovenop de Formatie van Moha.

## Beschrijving
De Formatie van Lives begint aan de basis met bruingele kleiige lagen. 
Daarboven kan de formatie in drie leden worden ingedeeld:
- het Lid van Haut-le-Wastia: vaalgrijze sterk gelaagde banken van kalk-moddersteen en stromatolieten. Deze banken liggen in parasequenties met op sommige niveaus oölieten of breccies.
- het Lid van Corphalie: donkere, massieve kalkbanken. Deze zijn bioklastisch: vooral met fossielen van koralen en brachiopoden. Aan de top worden de bedden dunner en komen kleilaagjes voor.
- het Lid van Awirs: donker- tot vaalgrijze bioklastische (koralen, met name van het geslacht Siphonodendron) kalksteenlagen waarin parasequenties te herkennen zijn.

Plaatselijk kan de gehele formatie als gevolg van oplossen van evaporieten sterk verbreccied zijn.